# Fonds Baillet Latour
Het Fonds Baillet Latour is een Belgische liefdadigheidsorganisatie gelieerd aan de Belgische families die de multinationale brouwerij Anheuser-Busch InBev controleren. Het heeft de rechtsvorm van een vereniging zonder winstoogmerk.

## Werking en activiteiten
Het fonds is opgericht door graaf Alfred de Baillet Latour op 1 maart 1974. Hij was de sterke man van Artois Brouwerijen in Leuven, maar wist zich de laatste vertegenwoordiger van zijn geslacht. In een brief aan Raymond Boon lichtte hij zijn plannen toe om zijn vermogen voor liefdadigheid aan te wenden: De stichting moet in de vorm van prijzen, studiebeurzen of reizen, giften, of op elke andere manier prestaties met een hoge menselijke waarde van sociale, culturele, wetenschappelijke, artistieke, technische, sportieve, educatieve of filantropische aard, geldelijk belonen en aanmoedigen, en moet los staan van politieke, syndicale, filosofische of confessionele bezorgdheden. Het fonds werd eigenaar van een groot pakket Artoisaandelen en putte zijn werkingsmiddelen uit de dividenden. Anno 2021 is het fonds eigenaar van 5.485.415 aandelen van Anheuser-Busch InBev.
Sinds 1979 reikt het fonds de Baillet Latour Gezondheidsprijs uit, de belangrijkste internationale prijs voor medisch onderzoek in België (het prijzengeld bedroeg vier miljoen Belgische frank in 1979 en 250.000 euro anno 2017). Vanaf 1999, jaar van de Interbrew-beursgang, namen de dividenden en dus de werkingsmiddelen fors toe. Het fonds breidde zijn activiteiten uit en ging ook leerstoelen en beurzen begunstigen. De vier kerndomeinen zijn gezondheid, onderwijs, cultuur en sport. Sinds 2007 steunt het fonds de International Polar Foundation, bouwer van de Prinses Elisabethbasis op Antarctica. Op cultureel vlak wordt ingezet op erfgoed, met veel aandacht voor de restauratie van Belgische topstukken.

## Voorzitters
| Periode      | Voorzitter              |
| ------------ | ----------------------- |
|              |                         |
| 1974 - 1998  | ?                       |
| 1998 - 2008  | Philippe de Schoutheete |
| 2008 - 2020  | Jan Huyghebaert         |
| 2020 - heden | Thomas Leysen           |